# 山手線方式
山手線方式（やまのてせんほうしき）とは、データベース等のシステムにおいて、大量の要求を受けたときに複数の要求をひとまとめにして処理し、結果を分割して返すことにより負荷の低減を図る方式である。別名ハイトラフィック方式若しくはハイトラフィック技術。

## 由来
常に処理を行い、それに要求が随時乗り込み、降りていくという「頻発運転」の山手線のイメージからこの名がある。（環状構造とは何の関係もない）